# Templu (mormonism)
În mormonism templul este un lăcaș de cult care reprezintă „Casa lui Dumnezeu” pe Pământ. Templele reprezintă o parte semnificativă din istoria, doctrina și liturgia mormonismului a mai multor curente ale acestuei religie. Folosul exact ale acestor clădiri variază în funcție de curentul religios considerat.

## Folosința
Templele au numeroase roluri în Mormonism, atât astăzi, cât și de-a lungul istoriei. Aceste sunt:
Casa Domnului - Joseph Smith a raportat o revelație în 1836, explicând că templul din Kirtland nou dedicat a fost construit „pentru ca Fiul Omului să aibă un loc în care să se manifeste în fața poporului său” (Doctrină și Legăminte LDS 109:5). Toate denumirile mormone încă consideră templele drept case ale Domnului.
Casa de cultură - Templul din Kirtland a adăpostit „Școala Profeților”.
Centrul orașului Sion - Mormonii consideră templele ca fiind fundamentale pentru crearea Noului Ierusalim.
Scaunul bisericii - Templul Kirtland a servit ca sediu al bisericii de la finalizarea acesteia în 1836 până la sfârșitul anului 1837, când Smith și urmașii săi s-au mutat în Illinois.
Spații sacre pentru sacramente (rânduieli) - Pornind de la templul din Nauvoo, templele sunt spațiile exclusive în care se administrează unele sacramente, cum ar fi învestirea și botezul.

## Istoria
Mișcarea Sfinților din Zilele din Urmă a fost concepută ca o restaurare a practicilor despre care se crede că au fost pierdute în Marea Apostazie din adevărata evanghelie a lui Isus Hristos. Închinarea la templu a jucat un rol proeminent în Vechiul Testament al Bibliei și în Cartea lui Mormon. 

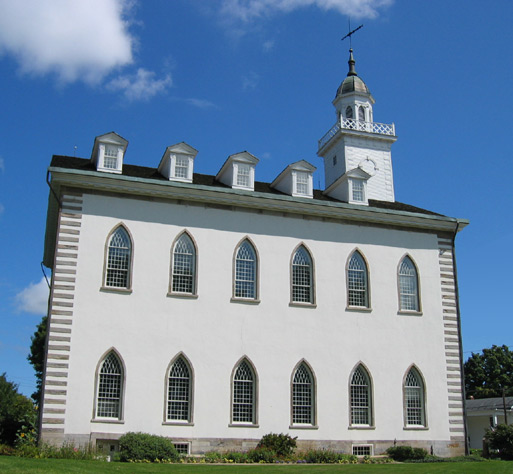
Templul din Kirtland, deținut și întreținut de Comunitatea lui Hristos, a fost primul și unicul finalizat în timpul vieții lui Joseph Smith.

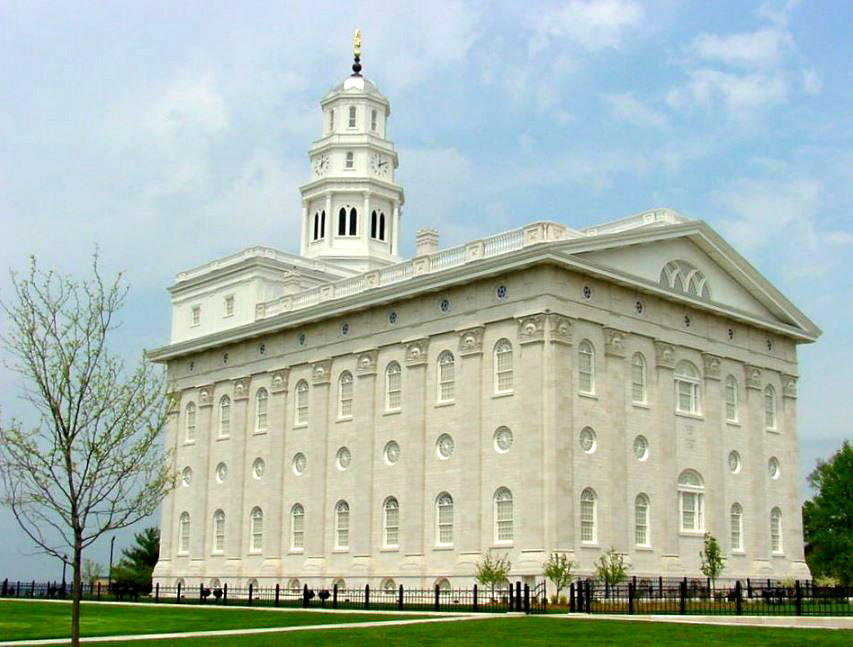
Templul din Nauvoo: construit în 1846, distrus după un pic de timp, a fost reconstruit în 2002

La 27 decembrie 1832, la doi ani de la organizarea Bisericii lui Hristos, fondatorul bisericii, Joseph Smith, a raportat primirea unei revelații care i-a chemat pe membrii bisericii să restabilească practica închinării la templu. Sfinții din Zilele din Urmă din Kirtland au primit porunca: 
Organizați-vă; pregătiți tot ce este necesar; și întemeiați o acasă, chiar o casă de rugăciuni, o casă de post, o casă de credință, o casă de învățătură, o casă de slavă, o casă a ordinii, o casă a lui Dumnezeu 
Sfinții din Zilele din Urmă văd templele ca împlinirea unei profeții găsite în Maleahi 3:1: „Iată, voi trimite pe solul Meu; el va pregăti calea înaintea Mea. Și deodată va intra în Templul Său Domnul, pe care-L căutați: Solul legământului, pe care-L doriți; iată că vine, zice Domnul oștirilor." Ei cred că se subliniază faptul că, atunci când Isus va veni din nou, o va face „la Templul Său”.
Primul templu construit de Biserica Mormonă, completat în 1836, a fost cel din Kirtland, Ohio, singurul finalizat în timpul vieții lui Joseph Smith. Ulterior, a fost abandonat din cauza persecuțiilor suferite de mormoni și astăzi aparține Comunității lui Hristos. Al doilea templu Mormon a fost costruit în Nauvoo, Illinois, finalizat în 1845 și apoi abandonat trei luni mai târziu din cauza exodului către Munții Stâncoși al credincioșilor. Mai târziu a fost incendiat de persecutorii mormonilor. În 2002 a fost reconstruit de către Biserica Mormonă, care a reprodus fidel caracteristicile exterioare ale clădirii originale.
Joseph Smith a dedicat un sit, numit de el Adam-Ondi-Aman, în Independence, Missouri, pentru construcția unui templu special care, potrivit spuselor sale, ar trebui să devină centrul unui „nou Ierusalim”. În această vale de lângă templul principal, dedicat coborârii lui Iisus Hristos din cer, vor mai fi și alte temple folosite pentru sărbătorile dedicate morților.